# Karol Skarżyński
Karol Skarżyński (ur. 6 stycznia 1875 w Lipawie, zm. 9 marca 1957 w Postękalicach) – polski wiolonczelista i pedagog muzyczny.

## Życiorys
Urodził się w zubożałej rodzinie ziemiańskiej o tradycjach muzycznych. Uczył się gry na skrzypcach i flecie u swojego brata, następnie uczęszczał do gimnazjum w Wilnie. Wiolonczelą zainteresował pod wpływem koncertu Aleksandra Wierzbiłłowicza. Od 1889 do 1896 roku studiował w Konserwatorium Warszawskim, gdzie jego nauczycielami byli Antoni Cinek (wiolonczela), Gustaw Roguski (harmonia), Zygmunt Noskowski (kompozycja) i Stanisław Barcewicz (gra zespołowa). W latach 1896–1897 odbył uzupełniające studia w Konserwatorium Petersburskim u Aleksandra Wierzbiłłowicza i Karła Dawydowa. Od 1897 do 1899 roku kształcił się w konserwatorium w Lipsku u Juliusa Klengla (wiolonczela), Salomona Jadassohna (harmonia) oraz Carla Reineckego, Oscara Paula i Hermanna Kretzschmara (historia muzyki). Przez pewien czas grał w lipskiej Gewandhausorchester, po czym wrócił do Polski.
Od 1900 roku był wykładowcą w klasie wiolonczeli Konserwatorium Krakowskiego, jego uczniem był m.in. Józef Mikulski. Występował jako solista i kameralista, koncertował w Polsce, a także w Niemczech, Austrii, Rosji i krajach skandynawskich. W 1925 roku z powodu postępującej utraty słuchu wycofał się z czynnej działalności koncertowej. W 1930 roku przeszedł na emeryturę i osiadł w dworku pod Piotrkowem Trybunalskim. Przed 1939 rokiem doznał poparzenia dłoni wskutek wybuchu sztucznych ogni, na skutek czego musiał zaprzestać gry na wiolonczeli. Jego synem był lekarz Bolesław Skarżyński.
Skomponował m.in. Polonez na orkiestrę, Temat z wariacjami na fortepian, Kwartet smyczkowy, Humoreskę i Wspomnienie na wiolonczelę i fortepian.